# Peter van der Terp
Peter van der Terp (Groningen, 11 september 1971) is een Nederlands korfbalscheidsrechter. Naast zijn sportieve carrière was hij van 2006 tot 2014 wethouder van de gemeente Steenwijkerland. Hij won 3x de prijs van Beste Nederlandse  korfbalscheidsrechter en is hiermee 1 van de meest onderscheiden scheidsrechters. In 2024 stopte Van der Terp als scheidsrechter op het hoogste niveau.

## Korfbal League
Van der Terp is scheidsrechter in de hoogste Nederlandse korfbalcompetitie, de Korfbal League.
Van der Terp floot de zaalfinale van de Korfbal League in 2021, 2022, 2023 en 2024. 
Daarnaast was hij ook verantwoordelijk voor het fluiten van de Nederlandse veldfinale van 2004, 2018, 2022 en 2023. 

## IKF
Van der Terp is een officiële scheidsrechter namens het IKF. 
In dienst van het IKF floot hij o.a op deze internationale toernooien:
- WK 2019
- EK 2021
- World Games 2022
- WK 2023

## Prijzen
- Beste Scheidsrechter van het Jaar, 3x (2021, 2022 en 2023)